# Viaduc de la Méditerranée
Le viaduc de la Méditerranée (dit aussi viaduc de Chasse) est un pont ferroviaire en arc à tablier intermédiaire suspendu qui enjambe le Rhône  entre Ternay et Grigny (Rhône).
Il est situé sur la ligne de Givors-Canal à Chasse-sur-Rhône.

## Histoire

### Premier viaduc (1856-1944)
Le premier ouvrage est un pont à poutre cintrée réalisé par l'ingénieur Louis Boulongne pour la Compagnie des chemins de fer de Paris à Lyon et à la Méditerranée (PLM). Ce pont comporte deux voies ferroviaires et un passage piéton, il est mis en service en 1856. Il est consolidé en 1924 par le même ingénieur et l'entreprise Boussiron.

### Deuxième viaduc (1950)
Le viaduc est reconstruit après la démolition de l'ancien viaduc par bombardement en 1944. Il ne lui restait plus qu'une travée intacte, trois endommagées et une détruite. La circulation est rétablie sur un ouvrage provisoire, de type Eiffel, le 8 mai 1945.
Pour reconstruire l'ouvrage, la SNCF souhaitait supprimer la pile au milieu du Rhône. l'ingénieur Nicolas Esquillan, directeur technique de l'entreprise Boussiron, proposa une variante en conservant les appuis dans le Rhône près des rives. Il avait remarqué « la faible profondeur des passes dans les travées extrêmes ». En conservant les appuis de rive, il les joignait par des arcs en béton armé de 124 m d'ouverture à tablier intermédiaire. Les culées et les appuis servant aux arcs ont été conservés. Les travées de rive ont une longueur de 36 m.
Jean François, adjoint de Nicolas Esquillan, indiquait : « l'ancien ouvrage, dont les fondations subsistent en partie, a déterminé les caractéristiques du nouveau viaduc, le passage provisoire en a conditionné l'exécution pour une très grande part ».
L'ancien ouvrage a servi d'appui provisoire aux cintres du nouveau viaduc, et le nouveau viaduc a été utilisé pour démolir l'ancien.
Le viaduc a été essayé le 21 novembre 1950 sous une charge ferroviaire de 1 529 t. Sous cette charge d'épreuve, le tablier a fléchi de 15 mm. Lors de sa livraison, le pont détenait le « record mondial de portée des ponts-rails en béton armé à double voie ferrée suspendue ».